# Nanbanzuke

El nanbanzuke o nanban-zuke (japonés: 南蛮漬け, literalmente ‘encurtido bárbaro del sur’) es un plato de pescado japonés parecido al escabeche. Para prepararlo, el pescado (a menudo jurel o wakasagi) se fríe primero y luego se marina en vinagre y otros ingredientes.